# Stadtpark Lichtenberg
Der Stadtpark Lichtenberg ist eine 5,3 Hektar große Grünanlage im Berliner Ortsteil Lichtenberg, die ab 1907 angelegt und mehrfach umgestaltet wurde. Sie ist ein Freizeitpark mit kleiner Freilichtbühne, vielen Sportanlagen und Kunstobjekten, einem ruhigen großen Teich und seltenen alten Bäumen.

## Lage des Parks
Der Park befindet sich im Zentrum des alten Ortskerns von Lichtenberg zwischen der Scheffelstraße im Norden, der Möllendorffstraße im Osten, der Parkaue im Südosten und einem kleinen Rondell vor dem Theater an der Parkaue. Die westliche Grenze bildet die Trasse der Ringbahn.

## Entstehung
General Wichard von Möllendorff hatte im Jahr 1798 ein etwa drei Morgen großes Areal im Dorf Lichtenberg erworben, auf welchem er sich ein schlossartiges Landhaus bauen und einen dazugehörigen Gutspark anlegen ließ. In einer zeitgenössischen Quelle findet sich die folgende kurze Beschreibung: „… worinn ein Saal und verschiedene Zimmer von Verona gemalet sind. Auch hat der Besitzer bey demselben kürzlich einen botanischen Garten angelegt.“ Der hier erwähnte botanische Garten wurde mit seltenen Laub- und Nadelgehölzen bepflanzt, dazu kamen Treibhäuser, Orangerien, Sonnen- und Lusthäuser. Moellendorff ließ in diesem Park einen Obelisken mit dem Reliefporträt von Friedrich dem Großen aufstellen. Im Park fand am 3. August 1808 die Geburtstagsfeier zu Ehren von Friedrich Wilhelm III. statt, die letztendlich zu einer politischen Kundgebung führender Persönlichkeiten gegen das „korsische Joch“, die Herrschaft Napoleons, wurde.
Einige Jahre nach dem Tode Moellendorffs 1816 erwarb der Armeelieferant Dotti, nach dem die nahe gelegene Dottistraße benannt ist, das Anwesen sowie weitere Flächen in der Nachbarschaft und versuchte aus Teilflächen Gewinn zu ziehen: So gründete Fabrikanten Claudius am Rande des Gutsparks Mitte des 19. Jahrhunderts eine bedeutende Wachstuchfabrik.
Die aufstrebende Gemeinde Lichtenberg baute angrenzend an die Fläche des Gutsparks ein angemessenes Rathaus im neogotischen Klinkerstil und erwarb 1907 schließlich das Grundstück des gesamten Parks für 811.700 Mark. Dadurch reichte die auch einfach als Parkaue bezeichnete Grünanlage anfänglich, bevor eine städtische Straßenregulierung vorgenommen wurde, direkt an das Rathaus heran. Nun schrieb die Gemeinde einen Wettbewerb zur Gestaltung dieser Anlage als öffentlichen Park aus, zu dem auch ein Restaurant und ein Gymnasium mit Rektorenwohnhaus gehören sollten – Gewinner war Karl Theodor Fischer aus Mainz. Details seines Entwurfs sind nicht bekannt geworden, der Entwurf kam auch nicht zum Tragen. Es handelt sich hier jedoch um das spätere Theater an der Parkaue mit seinen Bestandteilen ehemalige Schule und ehemalige Aula.
Bis 1910 entstand anstelle des früheren privaten Besitzes nun ein öffentlicher Bürgerpark, in dem die interessanten und seltenen Gehölze erhalten blieben. Das Möllendorffsche Schloss musste 1911 dem geplanten Schulgebäude, einer Höheren Knabenschule, weichen. Zwischen 1920 und 1930 wurde der Park nach den Anforderungen eines öffentlichen Erholungsraumes für alle Bevölkerungsschichten erstmals umgestaltet; die spätere Randbebauung wurde so festgelegt, dass es mehrere gut erreichbare Zugänge im Norden, im Osten und im Süden des Parks gab. Am östlichen Zugang, wo die Kielblockstraße entstand, stellte die Verwaltung den Brunnen Jüngling mit Fisch auf.

## Entwicklung und Umbauten
Nach dem Zweiten Weltkrieg wurde in einigen kleineren Teilen des Stadtparks Trümmerschutt abgeladen, wodurch ein ansehnlicher Hügel entstand, der den Namen Helenenhügel erhielt und der im Winter gern zum Rodeln benutzt wird. Vermutlich verschwand zu dieser Zeit auch das Königsdenkmal. Am südlichen Parkzugang wurde das Städtische Gymnasium umgewidmet, aus dem linken Flügel entstand das Haus der Kinder nach sowjetischem Vorbild, aus dem rechten Flügel wurde ein Theater, das heutige Theater an der Parkaue.
Ab 1948 erfolgte ein weiterer Umbau des Lichtenberger Stadtparks: Wege wurden neu angelegt, der Teich saniert, Schutt teilweise wieder entfernt. Der Park wurde nach Norden bis zur Scheffelstraße und nach Osten bis an die Möllendorffstraße erweitert. Eine Freilichtbühne, ein Planschbecken, ein kleines Sportstadion mit dem Namen 1. Mai und Gärtnerstützpunkte wurden gebaut. Zwischen 1965 und 1968 entstanden dann schließlich weitere Sportanlagen, zahlreiche Skulpturen wurden an den Spazierwegen aufgestellt, das Stadion wurde saniert und der Park mit seinem Bewuchs generalüberholt.
Nach der Wende verblieb der Park in der Zuständigkeit des neu gegründeten Bezirksamts. Dies kümmert sich stetig um die Pflege der Anlage. Die Plansche wurde zunächst stillgelegt, aber nach dem beginnenden 21. Jahrhundert mit einer modernen Sprühanlage ausgestattet und wieder in Betrieb genommen; die Umkleidekabinen des Stadions wurden abgerissen.
Im Sommer 2021 begann eine vom Bezirksamt finanzierte Gendergerechte Umgestaltung – Erneuerung der Wegeflächen (unter anderem mit Herstellung der Barrierefreiheit), wofür rund 500.000 Euro aus dem Investitionsfonds eingeplant waren. Planung und Bauüberwachung erfolgen durch die Firma Landschaft planen + bauen Berlin GmbH. Das Ende der Maßnahmen war für Dezember 2021 geplant, doch im Februar 2022 waren die Arbeiten noch nicht abgeschlossen.
Im Sommer 2022 waren die Arbeiten abgeschlossen, bei denen unter anderem ein Bolzplatz und ein Volleyballfeld neu angelegt, vor allem aber Wege erneuert und barrierefrei gestaltet, die Beleuchtung verbessert und zuletzt auch der Spielplatz saniert und an alle Altersgruppen angepasst wurden.

## Kunst und Natur im Park
- Seelöwen: in den 1950er Jahren wurden zwei Seelöwen als Wasserspeier am Planschbecken aufgestellt; seit Umbau der Planschanlage 1968 sind die Skulpturen ohne Wasseranschluss.
- Bärengruppe: Maße der beiden Tiere: 110 × 85 × 52 cm / 110 × 87 × 54 cm; um 1950 angefertigt von dem Dresdner Bildhauer H. Weiss
- Mutter mit Kind, 1965 Künstler Walter Sutkowski: Höhe 163 cm
- Mädchen: Höhe 161 cm. Im Berliner Adressbuch des Jahres 1931 ist eine Kalksteinfigur Mädchen als Sehenswürdigkeit im Stadtpark ausgewiesen, die vom Bildhauer Josef Thorak aus dem Jahr 1928 stammte[5]
- Eine weitere Attraktion war der Brunnen mit der Bronzeskulptur Springendes Ziegenböckchen vom Künstler Wille, ebenfalls aus dem Jahr 1928.[5]
- Mädchen mit Ball: Höhe 220 cm, auf niedrigem Klinkersockel
- Kindergruppe mit Musikinstrumenten, auch Musizierende Kinder bzw. Musizierende Jungpioniere (sieh Bild in der Galerie): Höhe 150 cm, auf 108 cm hohem Granitsockel;
 Die Kinder tragen die zu DDR-Zeiten typische Pionierkleidung mit Halstuch (die Gitarre des Mädchens war im Jahr 2007 beschädigt). Diese Plastik stand vormals auf der Rasenfläche vor dem Gebäude des Pionierhauses / Theater der Freundschaft.[6] – Vor 1990 sollen noch weitere ähnliche Kindergruppen in der Nähe gestanden haben, die zu folgenden Themen gestaltet waren: Fahnenappell[7], Lerngruppe, Gespräch mit Erziehern – Bildhauer nicht bekannt.
- Knabe mit Helm (als Brunnenskulptur)[8]

Direkt am großen Teich steht ein 65 cm großes Pinguinpärchen aus Kunststein, ebenfalls von Helmut Weiss um 1950 angefertigt.
Außerdem richtete die Bezirksverwaltung 1980 einen größeren Kinderspielplatz her, der mit fünf Holzfiguren von Günter Schumann ausgestattet wurde: Großes und kleines Flusspferd, große und kleine Schildkröte, Krokodil. – Im Jahr 2008 gab es hier allerdings nur noch drei Figuren, die Schildkröten sind verschwunden.

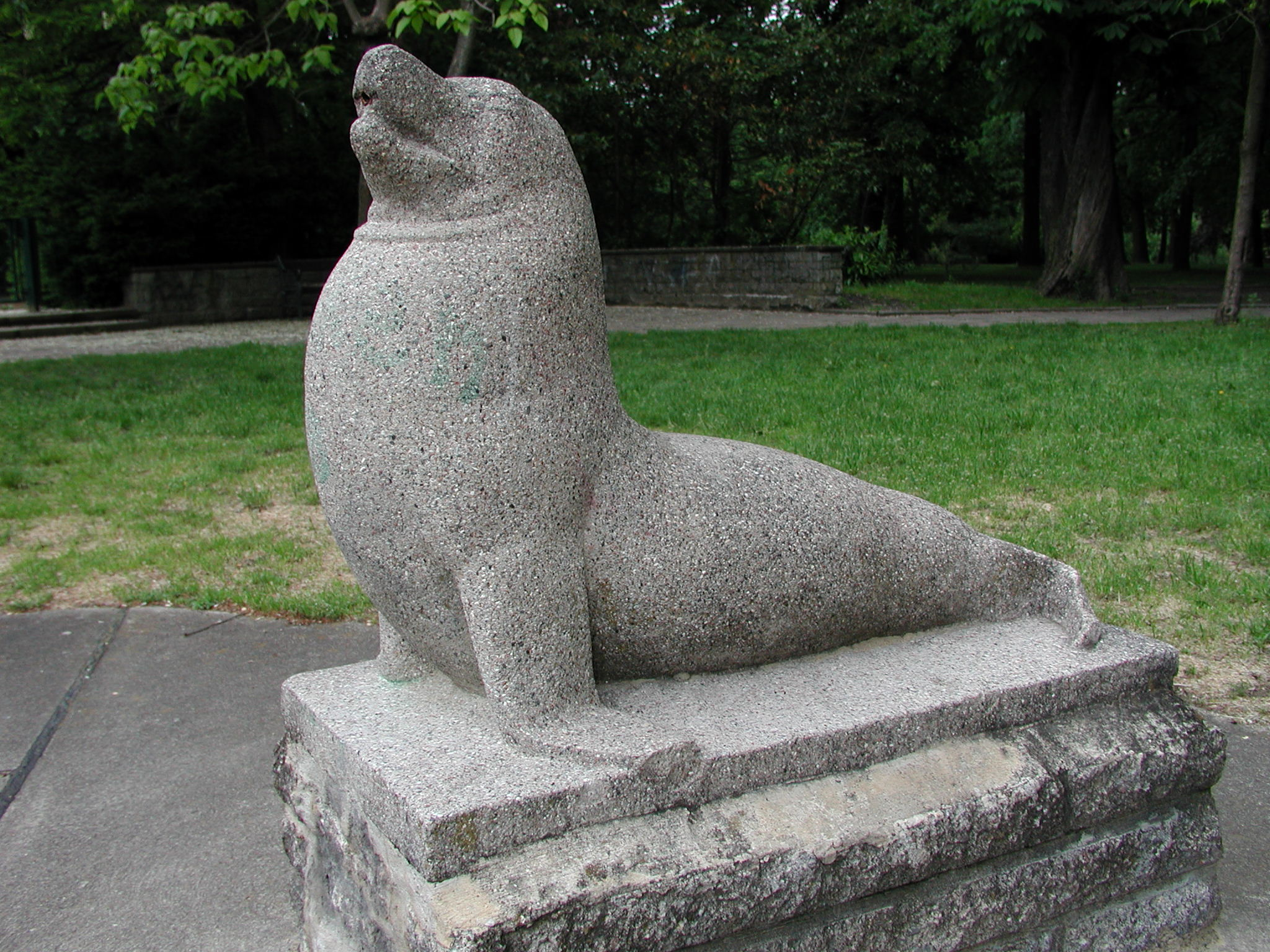
Hans-Peter Goettsche: Seelöwen, aus granitähnlichem Kunststein, 1950
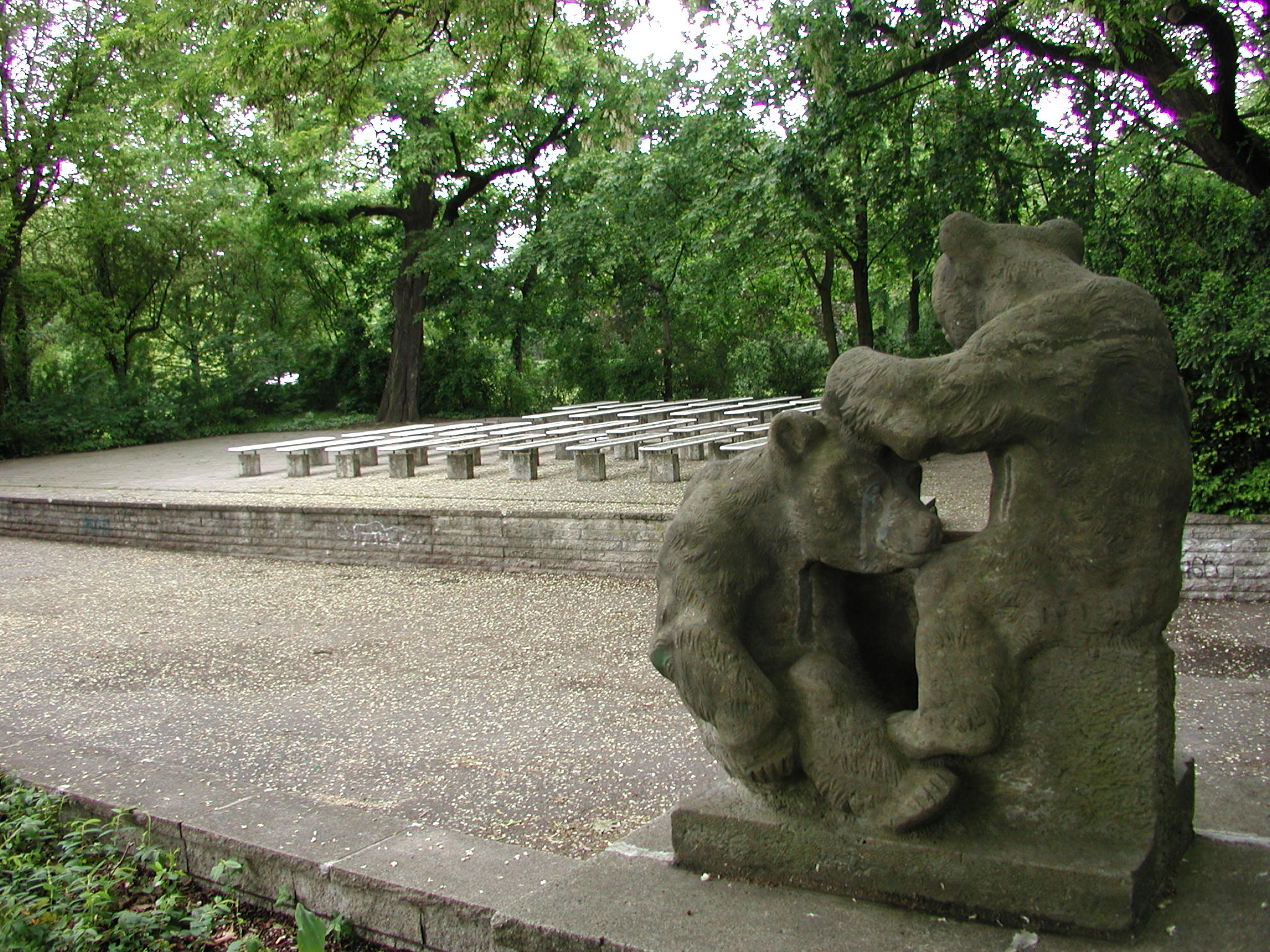
Helmut Weiss: Zweiergruppe Bären aus Sandstein an der Freilichtbühne, 1950
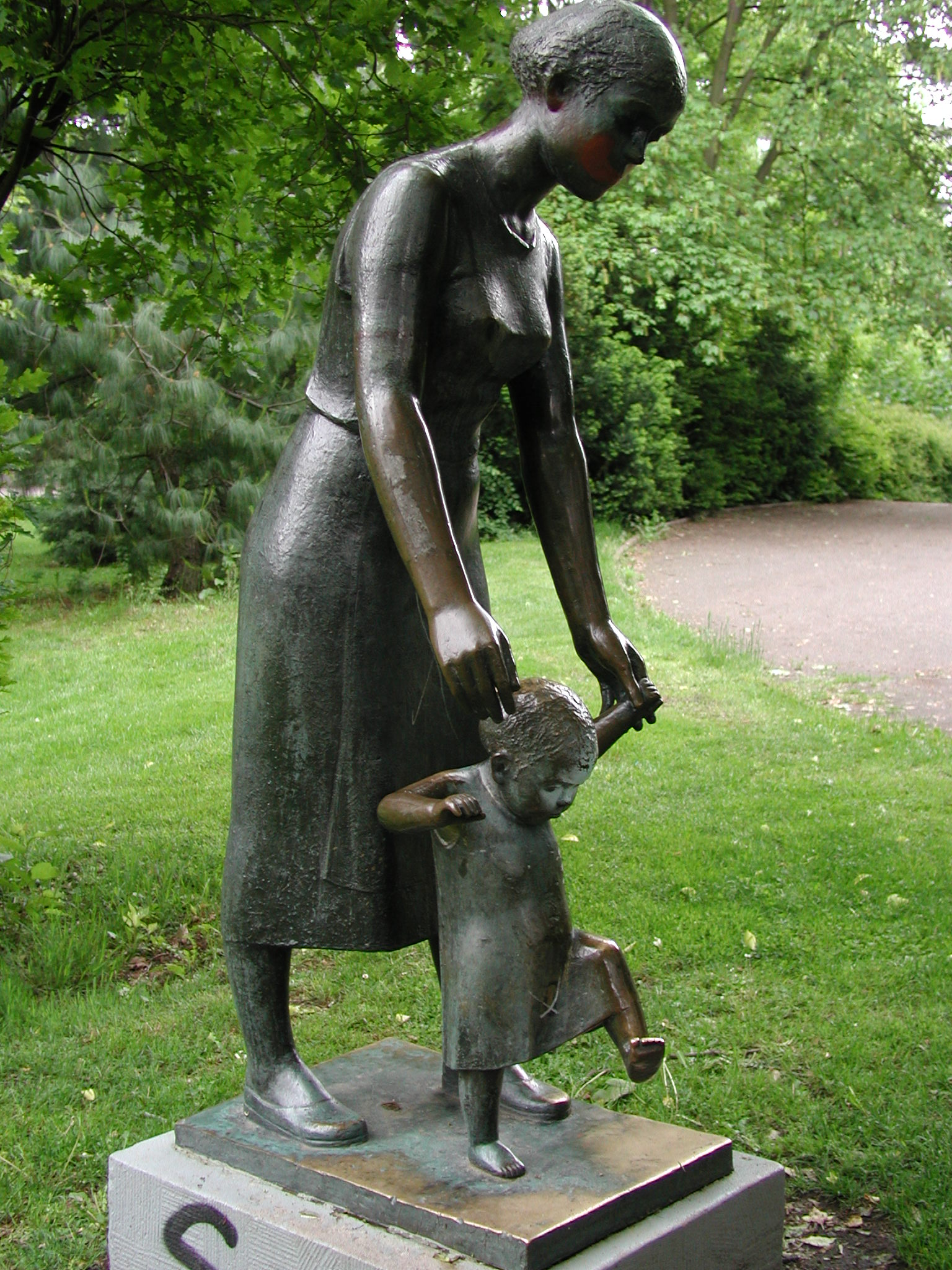
Walter Sutkowski: Mutter mit Kind oder Der erste Schritt, Bronze 1965
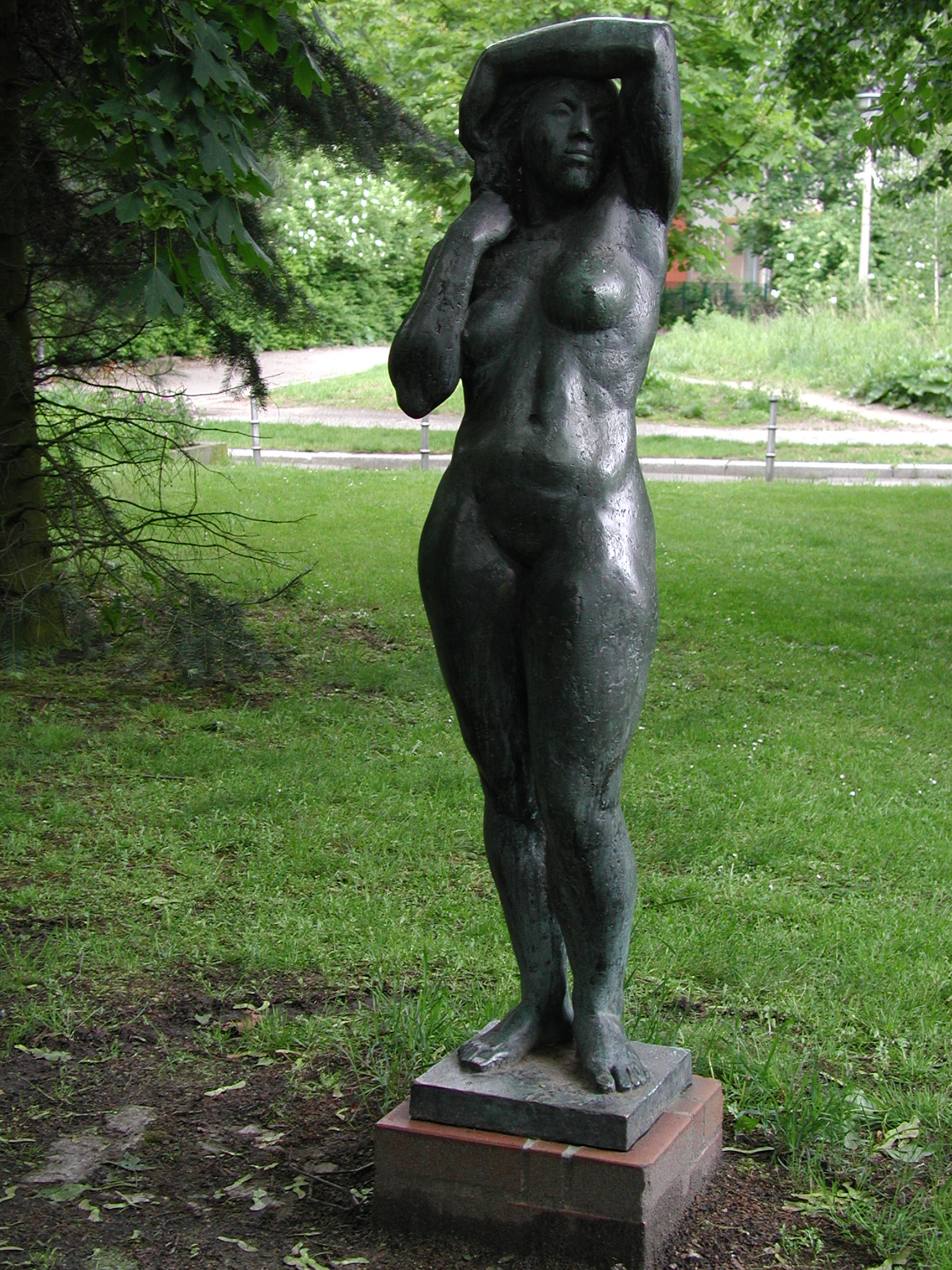
Karl-Günter Möpert: Mädchen, Bronze 1965
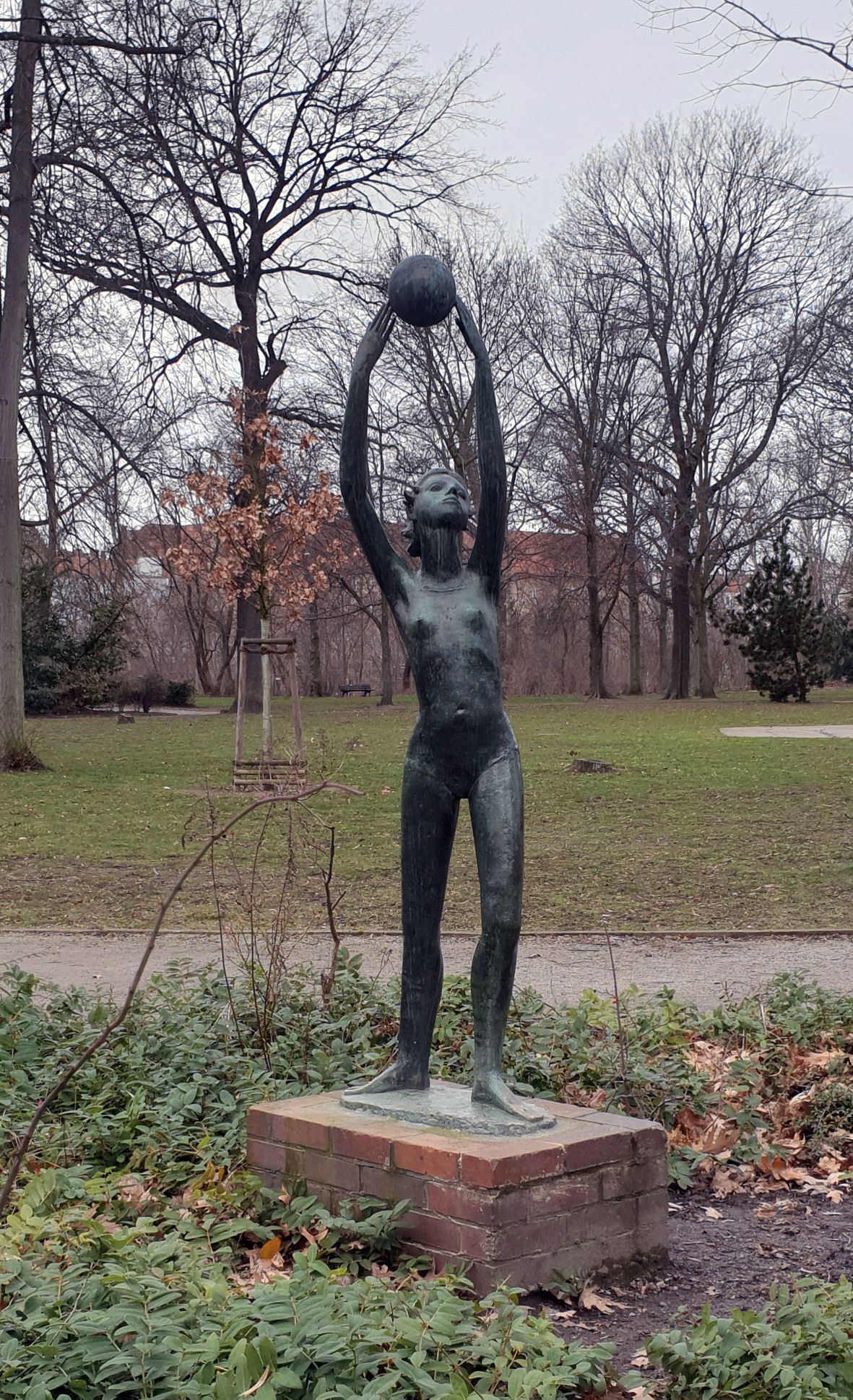
Christa Sammler: Mädchen mit Ball, 1965
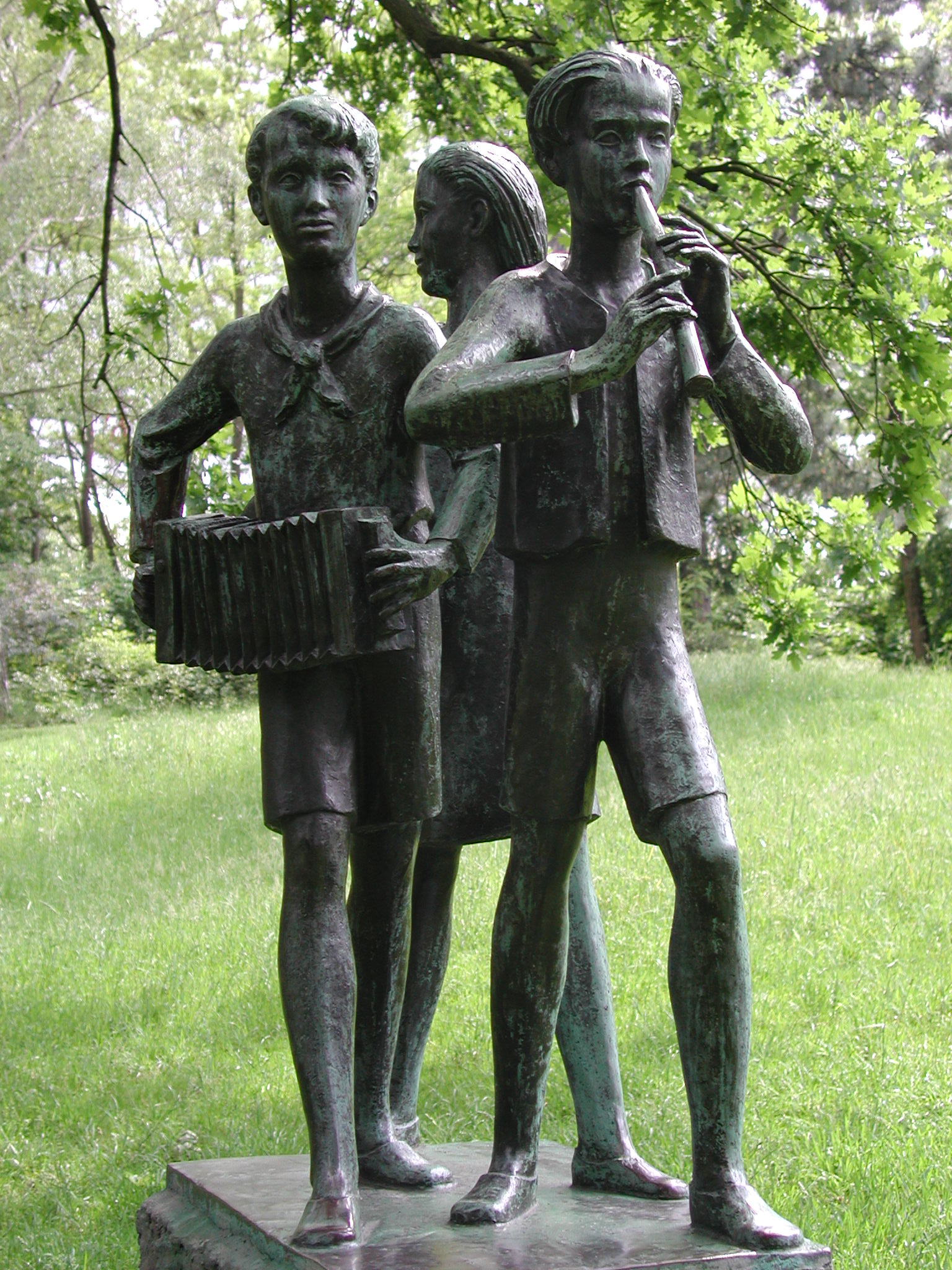
Kindergruppe mit Musikinstrumenten, 1965

Im Park stehen unter anderem folgende Gewächse:
- Silber-Weide, Natur-Denkmal-Nummer 11–40/B, direkt auf der Teichinsel
- Eichen
- Spitzahorn, Ulmen, Buchen[9]
- Platanen
- Fichten

Ob von den ursprünglichen Pflanzungen unter Möllendorff noch Bäume oder Sträucher erhalten oder nachgewachsen sind, konnte (vorerst) nicht ermittelt werden.
Im Ergebnis regelmäßiger Vogelzählungen (Stunde der Gartenvögel) konnte mehrfach festgestellt werden, dass im Park mehr als 30 Vogelarten heimisch sind.

## Freizeitangebote im Stadtpark

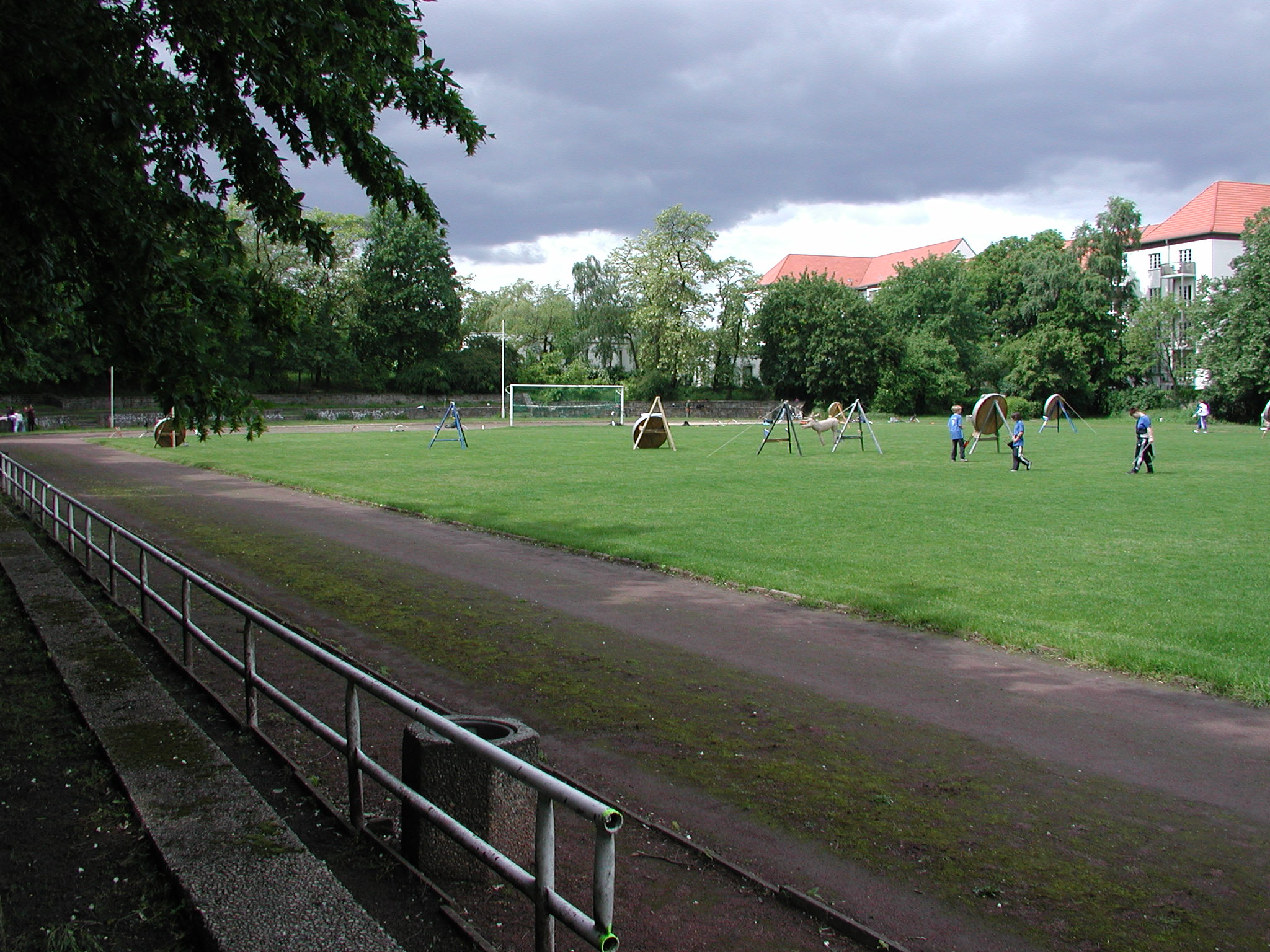
Sportplatz im Stadtpark Lichtenberg mit Bogenschützen

Spazierwege mit den verschiedenen Skulpturen, ein großer Teich, Spiel- und Ballspielplatz, Liegewiesen, Ruhebereiche, Sportanlagen für Mini-Golf, Boccia, Volleyball, Handball – all dies lädt Erholungssuchende ein. Das Stadion mit Rasenspielplatz und Laufbahn wird von Sportclubs und Schulen genutzt. Auf ihm finden auch lokale Wettbewerbe, wie beispielsweise im Mai 2007 Bogenschieß-Wettkämpfe, statt. Grillplätze sind ebenfalls vorhanden. Auf der kleinen Freilichtbühne werden häufig Musikveranstaltungen durchgeführt, zum Beispiel gab es beim Fête de la Musique im Juni 2005 Rockmusik, Elektromusik, Kleinkunst. Im Winter, bei Schnee, wird der kleine aus Trümmerschutt aufgeschüttete Hügel auch gern zum Rodeln genutzt.